# ماسیمو جونتی
ماسیمو جونتی (ایتالیایی: Massimo Giunti؛ زادهٔ ۲۹ ژوئیهٔ ۱۹۷۴ ‏(۵۰ سال)) دوچرخه‌سوار اهل ایتالیا است.